# Хоккейная Лига чемпионов
Хоккейная Лига чемпионов (англ. Champions Hockey League) — компания, зарегистрированная в Швейцарии в 2013 году, владеющая всеми правами на проведение хоккейных соревнований CHL. Является акционерной и управляется Советом, избираемым Общим собранием CHL — законодательным органом лиги. Совет Хоккейной Лиги Чемпионов состоит из 9 членов, председатель — Петер Занер (Швейцария). Исполнительным органом CHL является Правление. Офис CHL базируется в г. Цуг (Швейцария). Структура акционерного капитала компании выглядит следующим образом: 63% — принадлежит 26 клубам-учредителям, 25% — 6 лигам-учредителям, 12% —  ИИХФ.
Первый розыгрыш был проведён в сезоне 2014/2015.
В турнире участвуют команды из высших хоккейных лиг как минимум шести европейских стран (команды из Австрийской лиги и чемпионатов Германии, Финляндии, Чехии, Швейцарии и Швеции участвуют на правах представителей шести лиг-основателей, команды из остальных лиг получают «уайлд-кард»). Не принимают участия в турнире представители КХЛ, что создаёт противоборство между двумя лигами.

## Предыстория
Турнир с тем же названием был учреждён ИИХФ в 2008 году и был приурочен к 100-летию этой организации. Единственный розыгрыш турнира был проведён с 8 октября 2008 по 28 января 2009 года. Его победителем стал швейцарский клуб «Цюрих Лайонс», который, в результате, сыграл в Кубке Виктории 2009. ИИХФ планировала начать следующий розыгрыш, но, в конечном счёте, была вынуждена отказаться от его проведения из-за проблем с поиском спонсоров и неопределённостью насчёт формата. 9 декабря 2013 года ИИХФ официально объявила о запуске нового турнира с тем же названием, трансформировавшегося из Европейского трофея, начиная с сезона 2014/2015.

## Сезон 2014/2015
Предварительный раунд розыгрыша сезона 2014/2015 проходил с 21 августа по 7 октября 2014 года. В нём приняли участие 44 команды из 11 лиг 12 европейских стран, которые были поделены на 11 групп по 4 команды в каждой. Каждая команда сыграла с другими командами в своей группе по системе «каждый с каждым» и в общей сложности провела 6 игр. 11 команд, занявших первые места в своих группах и 5 лучших команд, занявших вторые места в своих группах, попали в плей-офф, который прошел с 4 ноября 2014 по 4 февраля 2015 года. Плей-офф будет разыгран как одноматчевый турнир по олимпийской системе. В общей сложности будет сыграна 161 игра (включая предварительный раунд и плей-офф). Составы групп были определены жеребьёвкой, которая прошла 21 мая 2014 года в Минске, Белоруссия.

## Сезон 2015/2016
В сезоне 2015/2016 регулярный сезон был расширен до 48 команд, которые были поделены на 16 групп по 3 команды в каждой. Две лучшие команды из каждой группы вышли в плей-офф, который начался со стадии 1/16 финала. В число 48 участников попали 26 клубов-основателей турнира с лицензией A, 12 обладателей лицензии B из шести лиг-основателей и 10 (в отличие от 6 в сезоне 2014/2015) обладателей «уайлд-кард», которые получили лицензию C. «Уайлд-кард», как и в сезоне 2014/2015, получили чемпионы Норвегии, Дании, Словакии, Франции и Великобритании. «Уайлд-кард» также получили серебряные призёры чемпионатов Словакии, Дании, Норвегии и Великобритании и победитель Континентального кубка 2015 белорусский «Неман».

## Сезон 2016/2017
В III розыгрыше Лиги чемпионов приняли участие 60 команд из 13 стран. Участники турнира были распределены на 20 групп (А–Р) по три команды в каждой. Групповой этап Лиги начался 18 августа (для швейцарских клубов – 16 августа) и продлится до 11 сентября 2016 года. 32 лучшие команды (по две из каждой группы) вышли в плей-офф, который начался с 1/32 Кубка. Четыре раунда плей-офф состояли из двухматчевых дуэлей – по одному матчу дома и на выезде. Плей-офф стартовал 4 октября 2016 года, а завершился финальной игрой 7 февраля 2017 года. Шведский клуб «Фрёлунда Индианс» выиграл у чешской «Спарты» в овертайме со счетом 4:3 и стал чемпионом.

## Сезон 2017/2018
Четвертый сезон хоккейной Лиги чемпионов проходил с 24 августа 2017 по 6 февраля 2018 года. Количество команд было сокращено до 32 вместо 60 в прошлом сезоне. Шесть лиг-учредителей представили по 3-5 клубов (по рейтингу последних 3-х лет), а 7 «лиг-претендентов» представили по одной команде каждая. Начиная с этого розыгрыша действующий победитель турнира получал автоматическую путёвку. В сезоне 2017/2018 таким клубом стала «Фрелунда» (Гётеборг). В отличие от трех предыдущих розыгрышей, команды-учредители больше не имели права на автоматическую квалификацию. Все клубы были разбиты на 8 подгрупп по 4 команды в каждой. В 1/8 финала вышли по два победителя в своих группах. В финале турнира, прошедшем 6 февраля 2018 года на «Вида Арене», финский ЮП обыграл «Векшё Лейкерс» (Швеция) 2:0, став первой финской и нешведской командой, выигравшей титул.

## Сезон 2018/2019
В пятом розыгрыше Хоккейной Лиги чемпионов приняли участие 32 команды, квалифицировавшихся по спортивному принципу. Шесть лиг-основателей были представлены 3-5 командами (на основе 4-летнего рейтинга), в то время как семь «лиг-претендентов» были представлены одной командой каждая. Как и в сезоне 2017/2018, команды-учредители не могли квалифицироваться напрямую. Одну путёвку получил победитель Континентального кубка. Групповой этап начался 30 августа 2018 и завершился 17 октября 2018 года. Свой третий титул победителя Лиги чемпионов завоевала шведская команда «Фрелунда», обыграв со счётом 3:1 в финале, прошедшем на арене «Скандинавиум» в Гётеборге, «Ред Булл» Мюнхен, первым из немецких команд дошедшего до финала.

## Сезон 2019/2020
В пятом розыгрыше Хоккейной Лиги чемпионов приняли участие 32 команды, как и в двух предыдущих сезонах, квалифицировавшихся по спортивному принципу. Шесть лиг-основателей были представлены 3-5 командами (на основе 4-летнего рейтинга), в то время как семь «лиг-претендентов» были представлены одной командой каждая. Одну путёвку получил победитель Лиги чемпионов 2018/2019, а также обладатель «уайлд-кард», выбранный советом Лиги. Шведская команда «Фрелунда» успешно защитила титул победителя Лиги чемпионов, обыграв в финале со счётом 3:1 чешский клуб «Маунтфилд», что сделало её четырёхкратным обладателем трофея. Впервые в истории турнира финал прошёл в Чехии, поскольку «Маунтфилд» получил право принимать игру на своей домашней «ЧПП Арене».

## Сезон 2020/2021
Сезон был отменён из-за пандемии COVID-19 в Европе.

## Сезон 2021/2022
В VII сезоне Хоккейной Лиги чемпионов приняли участие 32 команды из 14 стран. Участники турнира были распределены на 8 групп (А-H) по четыре команды в каждой. Групповой этап Лиги начался 26 августа и продлился до 13 октября 2021 года. 16 лучших команд (по две из каждой группы) вышли в плей-офф, который начался 16 ноября 2021 года и завершился финальной игрой 1 марта 2022 года. Шведская команда «Рёгле» оформила свой первый титул в Хоккейной Лиге чемпионов, обыграв в финале финскую «Таппару» со счётом 2:1. "Рёгле" стал шестым клубом из Швеции, завоевавшим данный трофей, и первым в истории, ставшим чемпионом в своём первом сезоне в Лиге. Защищавшая титул «Фрёлунда» потерпела поражение от "Рёгле" в полуфинале с общим счётом 4:8.

## Сезон 2022/2023
В 8 сезоне Хоккейной Лиги чемпионов приняли участие 32 команды из 14 стран. Участники турнира были распределены на 8 групп (А-H) по четыре команды в каждой. Сезон Лиги начался 1 сентября 2022 и продлился до 18 февраля 2023 года. Финская «Таппара» оформила свой первый титул в Хоккейной Лиге чемпионов, обыграв в финале шведский «Лулео» со счётом 3:2. "Таппара" стала вторым клубом из Финляндии, завоевавшим данный трофей. Защищавший титул шведский «Рёгле» потерпел поражение от "Таппары" в четвертьфинале с общим счётом 4:7.

## Сезон 2023/2024
9-й сезон Лиги чемпионов прошел в новом формате регулярного сезона и плей-офф. Количество участников было сокращено до 24; в турнире сыграли клубы из 12 стран. Сезон начался 31 августа 2023 года и завершился 20 февраля 2024 года.
Швейцарский клуб «Женева-Серветт» впервые завоевал трофей, одержав в финале победу над шведским «Шеллефтео» со счетом 3:2.
«Женева-Серветт» стала первой командой из Швейцарии, достигшей такого результата. Защищавшая титул финская «Таппара» не смогла пробиться в плей-офф, заняв 18-е место на этапе регулярного сезона.

## Команды

### 2014—2017
В сезонах 2014—2017 команды получали право на участие в турнире, имея лицензию A, B или C.
- Лицензия A: «лицензия A» предоставлялась 26 клубам-основателям при условии их участия в высшей лиге своей страны[12]
- Лицензия B: «лицензию B» получали по две лучшие команды по итогам предыдущего сезона не имевшие «лицензию A» из каждой из лиг-основателей (Шведская хоккейная лига, финская СМ-Лига, Чешская экстралига, Немецкая хоккейная лига, Швейцарская национальная лига и Австрийская хоккейная лига).[13] Если эти две команды уже являлись клубами-основателями с «лицензией A», другие команды могли получить «лицензию B» и занять их место. «Лицензия B» передавалась в следующем порядке:[13][14]

1. Чемпион;
2. Победитель регулярного сезона;
3. Вторая команда регулярного сезона;
4. Финалист плей-офф;
5. Полуфиналист с лучшим результатом в регулярном сезоне;
6. Полуфиналист с худшим результатом в регулярном сезоне.

Если после этого лиги не достигли количества команд, гарантированного им (Австрия: 4; Германия, Швейцария и Чехия: 6; Швеция и Финляндия: 8), то «лицензию B» могли получить команды, занявшие 3-е, 4-е и т. д. места в регулярном сезоне.
- Лицензия C: «уайлд-кард». «Лицензию C» получали победитель Континентального кубка, а также чемпионы лиг-«претендентов», за счёт увеличения числа которых росло общее количество участников (с 44 команд в сезоне 2014/2015 до 48 команд в сезоне 2016/2017). Первоначально это были представители Словацкой экстралиги, норвежской GET-ligaen, датской Металь Лигаэн, французской Лиги Магнуса и Британской элитной хоккейной лиги.[5] В дальнейшем к ним присоединилсиь представители белорусской Экстралиги и Польской хоккейной лиги, расширив представительство лиг до 13, включая лиги стран-«основателей».

### С 2017
Начиная с сезона 2017/2018, в групповом этапе снова участвуют 32 команды, 24 из которых являются представителями «лиг-основателей» (Шведская хоккейная лига, Финская хоккейная лига, Швейцарская национальная лига, Чешская экстралига, Немецкая хоккейная лига и Австрийская хоккейная лига), а все путевки зарабатываются по спортивному принципу: «клуба-основателям» больше не гарантируется место в турнире. Каждую страну может представлять не больше пяти команд, а путёвки распределяются между странами на основании рейтинга (лучшие две лиги получают пять путёвок, следующие две — четыре, последние две — три). Последние восемь мест получают чемпионы Норвегии, Словакии, Франции, Белоруссии, Дании, Великобритании и Польши, а также обладатель Континентального кубка. Команды делятся на восемь групп по четыре команды, две лучшие команды из каждой группы попадают в плей-офф, каждый раунд которого, кроме финала, состоит из двух матчей.
С сезона 2023/2024 число участников сокращено до 24, а первый этап турнира представляет собой "регулярный сезон". Каждая команда проводит по матчу с 6 разными соперниками: 3 на своей площадке и 3 на выезде. В турнире участвуют действующий победитель, от "лиг-основателей" - по 3 клуба, от других лиг, входящих в топ-5 из оставшихся в рейтинге - по одному.
По итогам регулярного сезона составляется общий рейтинг команд, и 16 лучших клубов проходят в плей-офф. Пары формируются в соответствии с номерами посева по принципу "самый высокий против самого низкого". Жеребьевка и перепосев для раундов дальше 1/8 финала не проводятся. Формат проведения матчей плей-офф остался прежним.

### Рейтинг лиг
| №  | Лига                              | Очки 2016/17 (25 %) | Очки 2017/18 (50 %) | Очки 2018/19 (75 %) | Очки 2019/20 (100 %) | Всего очков | Число путёвок в сезоне 2022/23 |
| -- | --------------------------------- | ------------------- | ------------------- | ------------------- | -------------------- | ----------- | ------------------------------ |
| 1  | Шведская хоккейная лигаF          | 95 (24)             | 100 (50)            | 100 (75)            | 100                  | 249         | 5                              |
| 2  | Швейцарская национальная лигаF    | 100 (25)            | 80 (40)             | 95 (71)             | 90                   | 226         | 5                              |
| 3  | Немецкая хоккейная лигаF          | 75 (19)             | 85 (43)             | 80 (60)             | 95                   | 217         | 4                              |
| 4  | Финская хоккейная лигаF           | 90 (23)             | 80 (45)             | 85 (64)             | 80                   | 212         | 4                              |
| 5  | Чешская экстралигаF               | 85 (21)             | 95 (48)             | 75 (56)             | 85                   | 210         | 3                              |
| 6  | Австрийская хоккейная лигаF       | 65 (16)             | 75 (38)             | 90 (68)             | 70                   | 192         | 3                              |
| 7  | Белорусская экстралига            | 80 (20)             | 70 (35)             | 60 (45)             | 75                   | 175         | 1                              |
| 8  | Британская элитная хоккейная лига | 60 (15)             | 65 (33)             | 40 (30)             | 70                   | 148         | 1                              |
| 9  | Лига Магнуса                      | 45 (11)             | 50 (25)             | 70 (53)             | 55                   | 144         | 1                              |
| 10 | Словацкая экстралига              | 70 (18)             | 60 (30)             | 55 (41)             | 55                   | 144         | 1                              |
| 11 | Норвежская хоккейная лига         | 50 (13)             | 55 (28)             | 70 (53)             | 40                   | 134         | 1                              |
| 12 | Польская хоккейная лига           | 40 (10)             | 50 (25)             | 50 (38)             | 60                   | 133         | 1                              |
| 13 | Датская хоккейная лига            | 60 (15)             | 50 (25)             | 50 (38)             | 55                   | 133         | 1                              |

F Лиги-основатели

#### Расчёт рейтинга лиг
В рейтинге лиг учитываются все матчи. Сумма очков, набранных в сезоне всеми командами из одной лиги, делится на количество команд из этой лиги. Результат определяет коэффициент лиги в этом сезоне. Затем коэффициенты сортируются по убыванию: лига с наибольшим коэффициентом получает 100 очков, а каждая следующая — на пять очков меньше, чем предыдущая (95, 90, 85 и т. д.).
Очки начисляются следующим образом:
- победа в основное время — 3 очка (групповой этап, плей-офф)
- победа в дополнительное время — 2 очка (только групповой этап)
- ничья в основное время — 1 очко (только плей-офф)
- поражение в дополнительное время — 1 очко (только групповой этап)
- поражение в основное время — 0 очков (групповой этап, плей-офф)

Дополнительно каждая команда получает 1 очко за выход в каждый следующий этап.
С сезона 2018/2019 для определения количества путёвок в расчёт берутся последние четыре сезона. Сумма очков складывается из 25 % очков в первом сезоне, 50 % очков во втором, 75 % очков в третьем сезоне и 100 % очков в последнем, четвёртом сезоне.
Для определения количества путёвок в сезоне 2017/2018 в расчёт брались первые три сезона (33 % за первый сезон, 66 % за второй и 100 % за последний, третий).

## Призовой фонд
В сезоне 2014/2015 44 команды разыграют между собой 1,5 миллиона евро. Однако, распределение средств не было оглашено.

## Победители
| Год  | Победитель     | Счёт              | Финалист        | Место                              |
| ---- | -------------- | ----------------- | --------------- | ---------------------------------- |
| 2015 | Лулео          | 4:2               | Фрёлунда        | Лулео, Швеция                      |
| 2016 | Фрёлунда       | 2:1               | Кярпят          | Оулу, Финляндия                    |
| 2017 | Фрёлунда       | 4:3 (ОТ)          | Спарта Прага    | Гётеборг, Швеция                   |
| 2018 | ЮП             | 2:0               | Векшё Лейкерс   | Векшё, Швеция                      |
| 2019 | Фрёлунда       | 3:1               | Ред Булл Мюнхен | Гётеборг, Швеция                   |
| 2020 | Фрёлунда       | 3:1               | Маунтфилд       | Градец-Кралове, Чешская республика |
| 2021 | —              | Сезон был отменён | —               | —                                  |
| 2022 | Рёгле          | 2:1               | Таппара         | Энгельхольм, Швеция                |
| 2023 | Таппара        | 3:2               | Лулео           | Лулео, Швеция                      |
| 2024 | Женева-Серветт | 3:2               | Шеллефтео       | Женева, Швейцария                  |
| 2025 | ЦСК Лайонс     | 2:1               | Ферьестад       | Цюрих, Швейцария                   |

## MVP Лиги чемпионов
| Сезон   | Игрок             | Гражданство | Клуб             | Позиция    |
| ------- | ----------------- | ----------- | ---------------- | ---------- |
| 2014/15 | Матис Олимб       | Норвегия    | Фрёлунда         | Нападающий |
| 2015/16 | Райан Лаш         | США         | Фрёлунда         | Нападающий |
| 2016/17 | Юэль Лундквист    | Швеция      | Фрёлунда         | Нападающий |
| 2017/18 | Шимон Грубец      | Чехия       | Оцеларжи Тршинец | Вратарь    |
| 2018/19 | Тревор Паркс      | Канада      | Ред Булл Мюнхен  | Нападающий |
| 2019/20 | Райан Лаш (2)     | США         | Фрёлунда         | Нападающий |
| 2020/21 | —                 | —           | —                | —          |
| 2021/22 | Фредерик Тиффельс | Германия    | Ред Булл Мюнхен  | Нападающий |
| 2022/23 | Кристиан Хельянко | Финляндия   | Таппара          | Вратарь    |
| 2023/24 | Сами Ватанен      | Финляндия   | Женева-Серветт   | Защитник   |
| 2024/25 | Свен Андригетто   | Швейцария   | Цюрих Лайонс     | Нападающий |